# Volfardo
Volfardo  è un nome proprio di persona italiano maschile.

## Varianti
- Maschili: Vulfardo

## Origine e diffusione
Si tratta di un adattamento del germanico Vulfhard, attestato anche in diverse altre forme, quali Vulfard, Wulfhard, Wolfhard, Wolfard, Wolfart, Ulfard, Gulfard e via dicendo; è composto dai termini vulf (o wulf, "lupo") e hard ("coraggioso", "forte").

## Onomastico
L'onomastico si può festeggiare il 30 aprile in memoria di san Gualfardo, chiamato anche Wolfhard, monaco ed eremita camaldolese presso Verona.

## Persone

### Varianti
- Wolfhart Pannenberg, teologo tedesco